# Kisfagyalos
Kisfagyalos (1899-ig Szvidnicska, szlovákul: Svidnička) község Szlovákiában, az Eperjesi kerület Felsővízközi járásában.

## Fekvése
Felsővízköztől 10 km-re északra, a Ladomér-patak és a lengyel határ között fekszik.

## Története
A 16. században ruszinokkal betelepített falu. 1559-ben „Kys Zwdnyk” néven a szepesi káptalan oklevelében említik először. Makovica várának kiterjedt uradalmához tartozott. 1572-ben – amikor „Zydnicza” néven említik – mindössze egy porta után adózott a királynak. 1600-ban már öt adózó porta, két-három soltészház, templom és plébánia volt a településen. 1618-ban „Swidniczka” alakban szerepel oklevélben. A 17. század végén 15 háztartása, ebből egy egész, három fél és tíz harmad, illetve negyedporta volt. Hét zsellércsalád is lakott a faluban. A fokozódó földesúri elnyomás miatt 1712-ben lakói közül többen elmenekültek. 1787-ben 28 ház állt a faluban 150 lakossal.
A 18. század végén Vályi András így ír róla: „SVIDNICZA. Tót falu Sáros Várm. földes Ura Gr. Áspermont Uraság, lakosai külömbfélék, fekszik Duplinhoz nem meszsze, mellynek filiája; postája is van; határbéli földgye sovány, legelője elég tágas.”
1828-ban 31 házában 250-en laktak.
Fényes Elek 1851-ben kiadott geográfiai szótárában így ír a faluról: „Szvidnicza, orosz falu, Sáros vmegyében, a makoviczi uradalomban, Duplin fil. 8 romai, 240 görög kath., 10 zsidó lak.”
Lakói főként mezőgazdasággal foglalkoztak, de éltek itt takácsok, kerékgyártók is. Sokan dolgoztak Felsővízköz és Sztropkó üzemeiben. 1920 előtt Sáros vármegye Felsővízközi járásához tartozott.

## Népessége
| Év:            | 1994. | 2004. | 2014.   | 2024.   |
| -------------- | ----- | ----- | ------- | ------- |
| Emberek száma: | 132   | 132   | 139     | 135     |
| Eltérés:       |       | +0 %  | +5,30 % | -2,87 % |

| Év:            | 2023. | 2024.   |
| -------------- | ----- | ------- |
| Emberek száma: | 132   | 135     |
| Eltérés:       |       | +2,27 % |

1910-ben 228, túlnyomórészt ruszin lakosa volt.
2001-ben 134 lakosából 105 szlovák és 23 ruszin volt.
2011-ben 141 lakosából 104 szlovák és 31 ruszin.

## Nevezetességei
Római katolikus temploma 1815-ben épült klasszicista stílusban.